# Stilbosis
Stilbosis là một chi bướm đêm thuộc họ Cosmopterigidae.